# Резолюция Совета Безопасности ООН 32
Резолюция 32 Совета Безопасности ООН, принятая 26 августа 1947 года, осудила продолжающееся насилие в ходе индонезийской национальной революции и просила обе стороны (Нидерланды и индонезийских республиканцев) выполнить свои обязательства по резолюции 30 Совета Безопасности ООН.
Резолюция была принята десятью голосами «за» при воздержавшемся Соединенном Королевстве.